# Sakesphorus
Sakesphorus es un género de aves paseriformes, perteneciente a la familia Thamnophilidae, que agrupa a tres especies nativas de América del Sur, donde se distribuyen desde la costa caribeña de Colombia, Venezuela y las Guayanas hasta el centro de Brasil. Sus miembros son conocidos popularmente como bataráes.

## Etimología
El nombre genérico masculino «Sakesphorus» se compone de las palabras del griego «sakeos»: escudo y «phoros»: que tiene, que sostiene; significando «que sostiene un escudo».

## Características
Los bataráes de este género son aves medianas, midiendo entre 14,5 y 17,5 cm de longitud, caracterizados por sus vistosas crestas (entre las más prominentes entre todos los tamnofílidos.

## Taxonomía
Las especies Thamnophilus bernardi, T. melanonotus y T. melanothorax ya fueron situadas en el presente género, pero fueron transferidas al género Thamnophilus de acuerdo con los estudios de filogenia molecular de Brumfield & Edwards (2007), que confirmaron que Sakesphorus era polifilético, lo que fue reconocido por el Comité de Clasificación de Sudamérica (SACC) mediante la aprobación de la Propuesta N° 278.
Algunos autores, como Aves del Mundo (HBW) y Birdlife International, consideran a la subespecie S. canadensis pulchellus como la especie plena Sakesphorus pulchellus, con base en diferencias morfológicas y de vocalización, pero esto todavía no es reconocido por otras clasificaciones como el IOC y Clements.
Los estudios genéticos de Harvey et al. (2020), y los análisis filogenómicos de Bravo et al. (2021) demostraron que el presente género no era monofilético debido a que la entonces Sakesphorus cristatus es hermana de un clado formado por los géneros Herpsilochmus y Dysithamnus, y que el par formado por Sakesphorus canadensis  y S. luctuosus es hermano del género Thamnophilus. Debido a las considerables diferencias fenotípicas entre S. cristatus, Dysithamnus y Herpsilochmus,  no se consideró adecuado unirlas en un único género, por lo que Bravo y colaboradores sugirieron colocarla en el género Sakesphoroides, que ya había sido propuesto por Rolf Grantsau en el año 2010. El cambio taxonómico fue aprobado en la Propuesta No 914 al SACC en julio de 2021.

## Lista de especies
Según las clasificaciones del Congreso Ornitológico Internacional (IOC) y Clements checklist/eBird v.2019 agrupa a las siguientes especies, con su respectivo nombre popular de acuerdo con la Sociedad Española de Ornitología (SEO):
| Imagen | Nombre científico                   | Autor                   | Nombre común       | Estado de conservación |
| ------ | ----------------------------------- | ----------------------- | ------------------ | ---------------------- |
|        | Sakesphorus canadensis              | (Linnaeus, 1766)        | batará crestinegro | LC                     |
|        | Sakesphorus (canadensis) pulchellus | (Cabanis & Heine, 1860) | batará bonito      | LC                     |
|        | Sakesphorus luctuosus               | (Lichtenstein, 1823)    | batará luctuoso    | LC                     |